# Хан Хьо Джу
У цьому корейському імені прізвище (Хан) стоїть перед особовим ім'ям.
Хан Хьо Джу (кор. 한효주, ханча: 韓孝周; нар. 22 лютого 1987) — південнокорейська акторка кіно і телебачення, модель і співачка. Вона найбільш відома своїми головними ролями в телевізійних серіалах, таких як «Небо і земля» (2007), «Ільджіме» (2008), «Діамантовий спадок» (2009), «Дон Ї» (2010), за який вона отримала бажану нагороду «Найкраща жіночу роль» на 47-ій Премії мистецтв Пексан, «W — Два світи» (2016) та «Щастя» (2021), а також у фільмах «Маскарад» (2012), який є одним із найкасовіших корейських фільмів усіх часів, «Холодними очима» (2013), за який вона отримала нагороду «Найкращу жіночу роль» на 34-ій церемонії вручення кінопремії «Блакитний дракон», «Кохання 112» (2012), «Краса всередині» (2015) та «Пірати: Останній королівський скарб» (2022).

## Раннє життя
Хан Хьо Джу народилася в Чонджу, Північна провінція Чхунчхон. Її мати була вчителем початкової школи до того, як стала інспектором державних шкіл, а батько був офіцером ВПС. У дитинстві вона добре займалася спортом, зокрема легкою атлетикою. На другому курсі середньої школи вона переїхала до Сеула та відвідувала Середню школу Пульґок, незважаючи на заперечення свого суворого та консервативного батька. Потім вона вступила до Університету Тонґук, де навчалася на Факультеті театру і кіно.

## Кар'єра

### 2003—2006: Початок кар'єри
Вперше Хьо Джу була виявлена на підлітковому конкурсі краси, організованому харчовою корпорацією Binggrae у 2003 році. Свою акторську кар'єру вона почала із ролі у ситкомі «Беззупинно 5» і гангстерському комедійному фільмі «Мій бос, мій учитель». Пізніше Хьо Джу підняла свій авторитет, знявшись у «Весняний вальс», четвертій і останній частині «сезонного драматичного серіалу» телережисера Юн Сок Хо.
У 2006 році режисер Лі Юн Кі запропонував Хьо Джу головну роль у своєму малобюджетному незалежному фільмі «Непередбачувана ніч», який розповідає про молоду жінку, яка заново відкриває себе через моторошну нічну зустріч з незнайомцями. За свою гру вона отримала нагороду «Найкраща нова акторка» на Премії корейської асоціації кінокритиків та Сінгапурського міжнародного кінофестивалю.

### 2007—2010: Проривні ролі та зростання популярності за кордоном
Потім Хьо Джу знялася у двох дуже успішних телевізійних проектах — у щоденній драмі KBS «Небо і земля» з Пак Хе Джіном у 2007 році та авантюристичному серіалі SBS із використанням масок «Ільджіме» з Лі Джун Гі у 2008 році — і здобула популярність. Обидві драми отримали значні рейтинги перегляду від глядачів по всій країні, при чому кожна їхня серія мала високі рейтиги, і таким чином Хьо Джу стала відомою акторкою в Кореї. Після цього її взяли на роль в іншому інді-фільмі «Проїхатися на велосипеді», який дебютував на Міжнародному кінофестивалі в Чонджу у 2008 році.
Далі Хьо Джу знялася у телефільмі, «Небесний листоноша», спільного корейсько-японського виробництва, у якому також брав участь поп-зірка Джеджун з TVXQ (нині JYJ). Після кількох відкладень фільм вийшов у кінотеатри наприкінці 2009 року, а по телебаченню — у 2010 році.
Проривом для Хьо Джу став серіал «Діамантовий спадок» з Лі Син Ґі в головній ролі, який став масовим хітом у 2009 році, досягнувши найвищого рейтингу глядачів у 47,1 %. Це привело Хьо Джу до слави, і після завершення драми вона відчула різке зростання кількості рекламних угод і запитів ЗМІ на інтерв'ю, а також зросла паназійська популярність. Пізніше того ж року вона завершила зніматися у музичній драмі «Особлива душа», де вона грала головну роль і яка транслювалася на KBS Joy.
У 2010 році Хьо Джу зіграла головну роль у проекті «Дон Ї», присвяченому 49-й річниці MBC. Серіал став хітом як у країні, так і в Азії. Вона отримала кілька акторських нагород за роль Чхве Сукбін, у тому числі нагороду Тесан (Великий приз) на Премії MBC драма і бажану нагороду «Найкраща жіноча роль» на Премії мистецтв Пексан.

### 2011—2015: Ролі в кіно
У 2011 році Хьо Джу зіграла сліпу продавчиню телемаркетингу разом із Со Чі Сопом у ролі колишнім боксером в мелодрамі «Завжди». Очолювана режисером Сон Іль Ґоном, прем'єра фільму відбулася під час відкриття Пусанського міжнародного кінофестивалю 2011 року. Пізніше Хьо Джу взяла участь у створені голосової оповіді для «безбар'єрної» версії японського фільму «Моя задня сторінка», яка містить описовий звук і субтитри для людей з вадами слуху чи зору.
Потім Хьо Джу зіграла королеву разом із персонажем Кванхе актора Лі Бьон Хона у історичному фільмі-блокбастері 2012 року «Маскарад», який став одним із найкасовіших корейських фільмів усіх часів. Після цього вона взяла участь у фільмі «Кохання 112» про неймовірний роман між лікарем і пожежним (Ко Су).

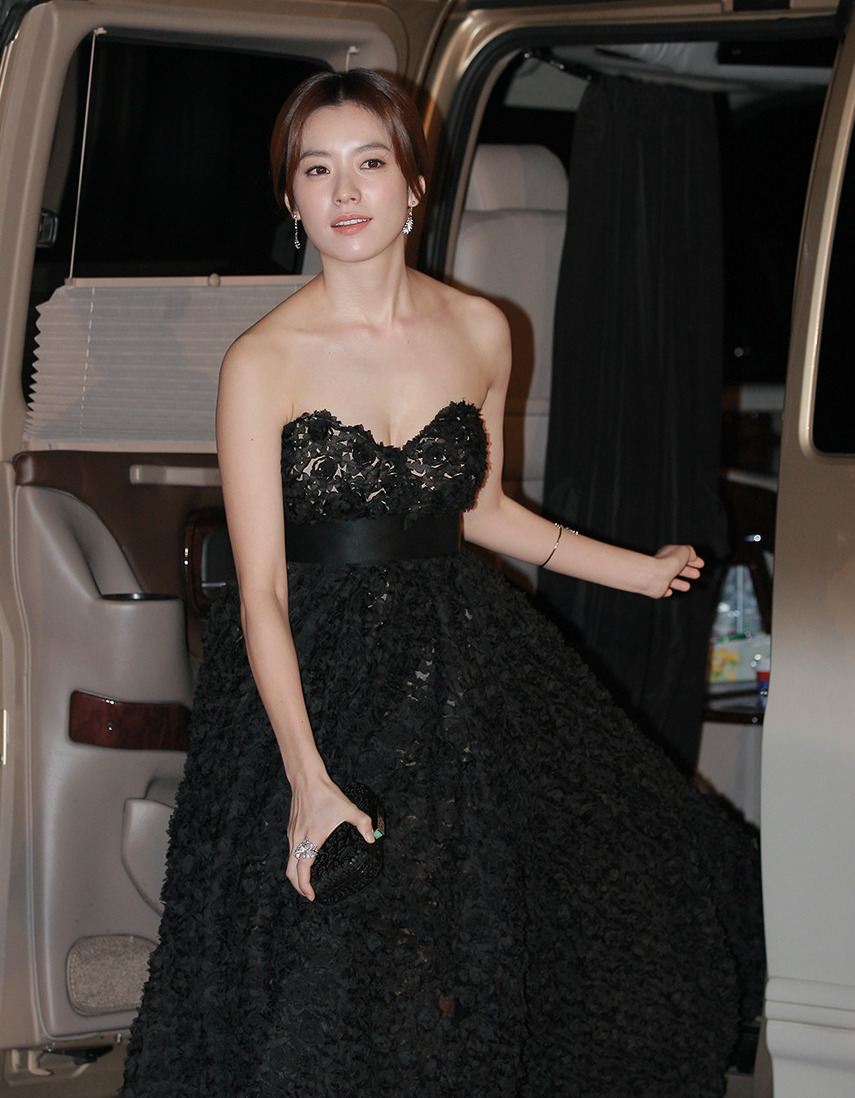
Хан Хьо Джу на Блакитний дракон (34-та церемонія вручення) у листопаді 2013 року

У 2013 році Хьо Джу зіграла разом із Соль Кьон Ґу та Чон У Соном у гостросюжетному трилері «Холодними очима», ремейку гонконгського фільму 2007 року «Око в небі». Фільм домінував у прокаті після виходу та став одним із найбільших вітчизняних хітів 2013 року. Хьо Джу отримала акторське визнання за свою гру, вигравши «Найкращу жіночу роль» на церемонії кінопремії «Блакитний дракон» і кінопремії «Буїль».
У 2014 році Хьо Джу і актор Ко Су з фільму «Кохання 112» возз'єдналися в фільмі «Вид на гору Мьохян» (кор. 묘향상관), де зображено зустріч південнокорейського художника та північнокорейської офіціантки в північнокорейському ресторані. Короткометражний фільм є спільним проектом сучасних художників Мун Кьон Вона та Чон Чун Хо, який поєднує в собі театральний сюжет, експериментальні образи, танець і перформанс.
Потім вона вийшла на закордонний ринок, зігравши головну роль у своєму першому японському фільмі «Диво: Любов і магія диявола Клауса» (яп. MIRACLE デビクロくんの恋と魔法) режисера Ішшіна Інудо. Дія фільму розгортається під час різдвяного сезону, і це історія кохання про доброго працівника книжкового магазину (його грає Масакі Айба з J-pop бой-бенду Arashi), який зустрічає трьох жінок.
У 2015 році Хьо Джу знялася в музичному байопіку «C'est Si Bon», який описував злети та падіння фолк-музичної гурту Twin Folio, який діяв з 1960-х до 80-х років. Відомий своїми живими виступами, C'est Si Bon — це назва популярного музичного закладу, розташованого в Муґьо-дон у 1970-х роках, де Twin Folio почав свій початок; Хьо Джу зіграла музу гурту. Після цього вийшла романтична комедія «Краса всередині», де персонажка акторки Хьо Джу закохується в чоловіка, який щодня перевтілюється в різних людей.
Пізніше того ж року Хьо Джу зібралася з Ю Йон Соком і Чхон У Хі, обома її партнерами по фільму «Краса всередині», щоб знову разом зіграти у фільму «Кохання, брехня», який розповідає про останню історію кісен під час японської окупації у 1940-их роках.

### 2016–тепер: Повернення на телебачення та просування в Америці
У 2016 році Хьо Джу повернулася на маленький екран із фентезійним серіалом «W — Два світи» від MBC разом із Лі Чон Соком. Під керівництвом режисера Чон Те Юна, який зняв «Вона була гарненька», і письменника Сон Че Джона, чиї попередні роботи включають «Дев'ять» та «Корелава та я», очікування були високими, оскільки це ознаменувало повернення Хьо Джу на малий екран після 6 років. Вона отримала «Нагороду за високу майстерність» на 5-ій Премії «Зірок МААТР» і MBC Drama Awards за свою гру у серіалі «W — Два світи».
У 2018 році Хьо Джу знялася у трилері «Золотий сон» разом з Кан Тон Воном. Того ж року вона возз'єдналася з Тон Воном, виконавши головну жіночу роль у науково-фантастичному бойовику «Інран: Вовча бригада», заснованому на однойменному японському мультфільмі.
У 2019 році Хьо Джу була затверджений як частина основного акторського складу американського телесеріалу «Тредстоун», що є відгалуження франшизи про Борна від Universal.
У 2020 році Хьо Джу отримала роль у японському бойовику «Сонце зупинилося» (яп. 太陽は動かない) режисера Ейічіро Хасумі. Заснований на однойменному романі, Хан грає невловиму та загадкову шпигунку, яка подорожує світом у пошуках пригод, приховуючи свої справжні наміри.
У 2021 році Хьо Джу зіграла у складі антитерористичного загону в апокаліптичній трилерній драмі «Щастя», де разом із нею головну роль зіграв Пак Хьон Сік. Драма режисера Ан Кіль Хо зображує класову дискримінацію, суперечливі людські бажання та боротьбу за виживання серед групи власників будинків у квартирі в Кореї через таємничий спалах вірусу, який загрожує життю мешканцям міста.
У 2022 році Хьо Джу зіграла разом з Кан Ха Нильом і Лі Кван Су у фільмі «Пірати: Останній королівський скарб», продовженні блокбастера «Пірати» 2014 року. Вона грає роль Хе Ран, капітана піратського корабля. Цей фільм відзначає її повернення в корейський кінематограф після 4 років після «Інран: Вовча бригада». У жовтні Хьо Джу зробила особливу появу у фільмі «Дівчина XX століття», зігравши дорослу версію персонажа Кім Ю Чон.

## Особисте життя
Хьо Джу володіє трьома мовами, може говорити корейською, англійською та японською.

## Філантропія
У травні 2022 року Хьо Джу пожертвувала 50 мільйонів вон Медичному центру Асан, а також пожертвувала 50 мільйонів вон у 2021 році. Ці кошти будуть використаний для оплати лікування, наприклад хірургічного втручання, щоб юні пацієнти не пропускали лікування через економічні труднощі.

## Скандали

### Звинувачення в судових справах
У листопаді 2013 року прокуратура Центрального району Сеула висунула звинувачення колишньому менеджеру Хьо Джу з її колишнього агентства Fantom Entertainment у спробі вимагання. За даними поліції, екс-менеджер на прізвище Лі незаконно перекинув 16 фотографій Хьо Джу і її колишнього хлопця зі своєї цифрової камери на свій мобільний телефон. Тоді Лі погрожував опублікувати компрометуючі фотографії, якщо йому та його двом спільникам не буде виплачено 400 мільйонів вон; батько акторки заплатив їм 10 мільйонів вон. У прес-релізі агентство акторки, BH Entertainment, заявило, що вона не займалася жодною діяльністю, яка заслуговує на публічну критику, і пригрозило «жорсткими заходами» проти шантажу.
У вересні 2014 року південнокорейські ЗМІ повідомили, що поширюється петиція про бойкот появи Хьо Джу в телевізійній рекламі. Петиція була подана через те, що молодший брат акторка нібито знущався над колегою-льотчиком, коли обидва проходили обов’язкову військову службу, що призвело до самогубства останнього. Негативний розголос був посилений ще й тим, що сама Хьо Джу свого часу була призначена послом доброї волі ВПС Республіки Корея.

## Фільмографія

### Фільми
| Рік          | Назва                                 | Назва                          | Роль                                          | Замітки                                              | Прим.         |
| Рік          | Українською                           | Мовою оригіналу                | Роль                                          | Замітки                                              | Прим.         |
| ------------ | ------------------------------------- | ------------------------------ | --------------------------------------------- | ---------------------------------------------------- | ------------- |
| 2006         | «Мій бос, мій учитель»                | 투사부일체                     | Ю Мі Джон                                     |                                                      | [ 5 ]         |
| 2006         | «Непередбачувана ніч»                 | 아주 특별한 손님               | По Ґьон                                       | Незалежний                                           | [ 7 ]         |
| 2008         | «Проїхатися на велосипеді»            | 달려라 자전거                  | Ім Ха Джон                                    | Незалежний                                           | [ 10 ]        |
| 2008         | «Мій дорогий ворог»                   | 멋진 하루                      | Жінка на автобусній зупинці/Голос по телефону | Камео                                                |               |
| 2009         | «Небесний листоноша»                  | 천국의 우편배달부              | Чо Хана/Сакі                                  | Теле-кінематограф (також транслювався на каналі SBS) | [ 11 ]        |
| 2011         | «Завжди»                              | 오직 그대만                    | Ха Чон Хва                                    |                                                      | [ 24 ]        |
| 2012         | «Маскарад»                            | 광해, 왕이 된 남자             | Королева-консорт                              |                                                      | [ 30 ]        |
| 2012         | «Кохання 112»                         | 반창꼬                         | Ко Мі Су                                      |                                                      | [ 33 ]        |
| 2013         | «Холодними очима»                     | 감시자들                       | Ха Юн Джу                                     |                                                      | [ 34 ]        |
| 2014         | «Диво: Любов і магія диявола Клауса»  | MIRACLE デビクロくんの恋と魔法 | Тхе Су Йон                                    | Японський фільм                                      | [ 41 ]        |
| 2014         | «Вид на гору Мьохян»                  | 묘향상관                       | О Йон Ран                                     | Короткометражний фільм                               | [ 39 ]        |
| 2015         | «C'est Si Bon»                        | 쎄시봉                         | Мін Ча Йон                                    |                                                      | [ 43 ]        |
| 2015         | «Краса всередині»                     | 뷰티 인사이드                  | Хон І Су                                      |                                                      | [ 45 ]        |
| 2016         | «Кохання, брехня»                     | 해어화                         | Чон Со Юль                                    |                                                      | [ 46 ]        |
| 2018         | «Золотий сон»                         | 골든 슬럼버                    | Чон Сон Йон                                   |                                                      | [ 51 ]        |
| 2018         | «Інран: Вовча бригада»                | 인랑                           | Лі Йон Хі                                     |                                                      | [ 52 ]        |
| 2021         | «Сонце зупинилося»                    | 太陽は動かない                 | Аяко                                          | Японський фільм                                      | [ 57 ] [ 67 ] |
| 2022         | «Пірати: Останній королівський скарб» | 해적: 도깨비 깃발              | Хе Ран                                        |                                                      | [ 68 ] [ 59 ] |
| 2022         | «Дівчина XX століття»                 | 20세기 소녀                    | Доросла На По Ра                              | Особлива поява; фільм Netflix                        | [ 69 ]        |
| В очікуванні | «Віруючий 2»                          | 독전2                          | Кхинкхаль                                     | Фільм Netflix                                        | [ 70 ]        |

### Телесеріали
| Рік  | Назва                | Назва           | Роль                        | Замітки              | Мережа      | Прим.  |
| Рік  | Українською          | Мовою оригіналу | Роль                        | Замітки              | Мережа      | Прим.  |
| ---- | -------------------- | --------------- | --------------------------- | -------------------- | ----------- | ------ |
| 2005 | «Беззупинно 5»       | 논스톱 5        | Хан Хьо Джу                 | Серії 167, 183—257   | MBC         | [ 4 ]  |
| 2006 | «Весняний вальс»     | 봄의 왈츠       | Со/Пак Ин Йон               |                      | KBS2        | [ 6 ]  |
| 2007 | «Небо і земля»       | 하늘만큼 땅만큼 | Сок Чі Су                   |                      | KBS1        | [ 8 ]  |
| 2008 | «Ільджіме»           | 일지매          | Ин Чхе                      |                      | SBS         | [ 9 ]  |
| 2009 | «Діамантовий спадок» | 찬란한 유산     | Ко Ин Сон                   |                      | SBS         | [ 13 ] |
| 2009 | «Особлива душа»      | 쏘울 스페셜     | Чін Мі А                    | Коротка драма        | KBS Joy     | [ 17 ] |
| 2010 | «Дон Ї»              | 동이            | Дон Ї (пізніше Чхве Сукбін) |                      | MBC         | [ 18 ] |
| 2016 | «W — Два світи»      | 더블유          | О Йон Джу                   |                      | MBC         | [ 48 ] |
| 2019 | «Тредстоун»          | Treadstone      | Со Юн                       | Американський серіал | USA Network | [ 55 ] |
| 2021 | «Щастя»              | 해피니스        | Юн Се Бом                   |                      | tvN         | [ 58 ] |

### Вебсеріали
| Рік          | Назва            | Назва            | Роль      | Замітки | Мережа        | Прим.  |
| Рік          | Українська       | Мовою оригіналу  | Роль      | Замітки | Мережа        | Прим.  |
| ------------ | ---------------- | ---------------- | --------- | ------- | ------------- | ------ |
| 2021         | «Світ драми 2»   | 드라마월드 시즌2 | Пак Со Юн | Камео   | Viki          | [ 71 ] |
| 2023         | «Переїзд»        | 무빙             | Лі Мі Йон |         | Disney+       | [ 72 ] |
| В очікуванні | «Домінуючий вид» | 지배종           | Юн Ча Ю   |         | Disney+, Hulu | [ 73 ] |

### Телевізійні шоу
| Рік       | Назва                        | Назва                     | Роль                        | Заммітки                         | Мережа | Прим.  |
| Рік       | Українською                  | Мовою оригіналу           | Роль                        | Заммітки                         | Мережа | Прим.  |
| --------- | ---------------------------- | ------------------------- | --------------------------- | -------------------------------- | ------ | ------ |
| 2005–2006 | Inkigayo                     | 인기가요                  | Ведуча                      | з Енді                           | SBS    |        |
| 2021      | «Оренда: Будинок на колесах» | 빌려드립니다 바퀴 달린 집 | Учасниця акторського складу | з акторським складом «Піратів 2» | tvN    | [ 74 ] |

### Поява у музичних відео
| Рік  | Назва пісні                                                             | Виконавець                            | Альбом                      | Прим.  |
| ---- | ----------------------------------------------------------------------- | ------------------------------------- | --------------------------- | ------ |
| 2004 | «I Love You» (사랑해요)                                                 | Simply Sunday                         | «I Love You»                |        |
| 2005 | «Just because you are in this world» (그대가 이 세상에 있는 것만으로도) | Position                              | «Renaissance»               |        |
| 2005 | «Paris»                                                                 | Epik High                             | «Swan Songs»                |        |
| 2005 | «Farewell is» (이별은)                                                  | U                                     | «Farewell is…»              |        |
| 2006 | «One Love»                                                              | Loveholic                             | «Spring Waltz OST»          | [ 75 ] |
| 2009 | «All men are like that» (남잔 다 그래)                                  | Лі У Сан                              | «One Fine Day»              |        |
| 2009 | «Let's break up» (헤어져)                                               | As One                                | «Love Tonic»                |        |
| 2009 | «Two are better» (둘이 더 좋아)                                         | Rumble Fish                           | «Soul Special OST»          |        |
| 2009 | «Sudden Burst of Tears» (왈칵 눈물이)                                   | Хан Хьо Джу feat. Gan-D із buga kingz | «Soul Special OST»          | [ 76 ] |
| 2009 | «Unable To Love» (사랑한단 말을 못해서) (ver.1)                         | K.Will                                | «Soul Special OST»          |        |
| 2010 | «Don't You Know»                                                        | Хан Хьо Джу, No Reply                 | «Han Hyo-joo with GMF 2010» | [ 77 ] |
| 2010 | «Popcorn» (팝콘) (GMF 2010 Lozik RMX)                                   | Daybreak                              | «Han Hyo-joo with GMF 2010» |        |
| 2012 | «Hide and Seek» (숨바꼭질)                                              | Хан Хьо Джу, Broccoli, You Too?       | «Hide and Seek»             | [ 78 ] |

## Дискографія

### Сингли
| Назва                                                                         | Рік  | Альбом                      |
| ----------------------------------------------------------------------------- | ---- | --------------------------- |
| «It's the First Time» (처음이었어요)                                          | 2005 | «Nonstop 5 OST»             |
| «Ride Away» (달려라 자전거)                                                   | 2008 | «Ride Away OST»             |
| «Sudden Burst of Tears» (왈칵 눈물이) (Хан Хьо Джу feat. Gan-D із buga kingz) | 2009 | «Soul Special OST»          |
| «You» (CF Ver.) (그대) (Brown Eyed Soul feat. Хан Хьо Джу)                    | 2010 | «You»                       |
| «Don't You Know» (Хан Хьо Джу, No Reply)                                      | 2010 | «Han Hyo-joo with GMF 2010» |
| «8 AM» (아침 8시) (My-Q feat. Хан Хьо Джу)                                    | 2011 | «8 AM»                      |
| «Oh Seoul» (오 서울) (MQ feat. Хан Хьо Джу)                                   | 2011 | «8 AM»                      |
| «Time for Love» (연애시대) (Лі Син Ґі feat. Ra.D) (оповід. Хан Хьо Джу)       | 2011 | «Time for Love»             |
| «Hide and Seek» (숨바꼭질) (з Broccoli, You Too?)                             | 2012 | «Hide and Seek»             |
| «Let us forget» (이젠 잊기로 해요)                                            | 2015 | «C'est Si Bon OST»          |
| «I'll Give It All To You» (나 그대에게 모두 드리리) (разом з Чон У)           | 2015 | «C'est Si Bon OST»          |
| «Love, Lies» (사랑 거즛말이)                                                  | 2016 | «Love, Lies OST»            |
| «Spring lady» (봄 아가씨) (разом з Чхон У Хі)                                 | 2016 | «Love, Lies OST»            |

## Нагороди та номінації
| Церемонія нагородження                            | Рік  | Категорія                                                              | Номінант/Робота                                | Результат | Прим.         |
| ------------------------------------------------- | ---- | ---------------------------------------------------------------------- | ---------------------------------------------- | --------- | ------------- |
| Премія найкраща зірка від Андре Кім               | 2009 | Нагорода «Найкраща жіноча зірка»                                       | Хан Хьо Джу                                    | Перемога  | [ 83 ]        |
| Премія «Зірок МААТР»                              | 2016 | Нагорода за високу майстерність, Краща акторка мінісеріалу             | «W — Два світи»                                | Перемога  | [ 84 ]        |
| Премія «Зірок МААТР»                              | 2016 | Краща пара                                                             | Хан Хьо Джу з Лі Чон Сок                       | Номінація | [ 85 ]        |
| Азійська кінопремія                               | 2014 | Найкраща жіноча роль                                                   | «Холодними очима»                              | Номінація | [ 86 ]        |
| Премія мистецтв Пексан                            | 2010 | Найкраща жіноча роль — Телебачення                                     | «Діамантовий спадок»                           | Номінація | [ 87 ]        |
| Премія мистецтв Пексан                            | 2011 | Найкраща жіноча роль — Телебачення                                     | «Дон Ї»                                        | Перемога  | [ 23 ]        |
| Премія мистецтв Пексан                            | 2011 | Нагорода за популярність (жінки) — Телебачення                         | «Дон Ї»                                        | Номінація | [ 88 ]        |
| Премія мистецтв Пексан                            | 2013 | Найкраща жіноча роль — Кіно                                            | «Кохання 112»                                  | Номінація | [ 89 ] [ 90 ] |
| Премія мистецтв Пексан                            | 2016 | Найкраща жіноча роль — Кіно                                            | «Краса всередині»                              | Номінація | [ 91 ] [ 92 ] |
| Кінопремія «Блакитний дракон»                     | 2013 | Найкраща головна жіноча роль                                           | «Холодними очима»                              | Перемога  | [ 37 ]        |
| Кінопремія «Блакитний дракон»                     | 2015 | Найкраща головна жіноча роль                                           | «Краса всередині»                              | Номінація | [ 93 ]        |
| Телевізійна премія «Блакитний дракон»             | 2022 | Краща акторка                                                          | «Щастя»                                        | Номінація | [ 94 ]        |
| Телевізійна премія «Блакитний дракон»             | 2022 | Нагорода «Популярна зірка»                                             | «Щастя»                                        | Перемога  | [ 95 ]        |
| Кінопремія Буїль                                  | 2013 | Найкраща жіноча роль                                                   | «Холодними очима»                              | Перемога  | [ 38 ]        |
| Кінопремія Буїль                                  | 2016 | Найкраща жіноча роль                                                   | «Краса всередині»                              | Номінація |               |
| Кінопремія Буїль                                  | 2018 | Нагорода «Популярна зірка»                                             | «Інран: Вовча бригада»                         | Номінація |               |
| BIFF із Премією «Азійська зірка» від Marie Claire | 2016 | Нагорода «Азійська зірка»                                              | «Кохання, брехня», «Краса всередині»           | Перемога  | [ 96 ]        |
| Премія «Топ 10 популярних зірок Азії» від CETV    | 2012 | Приз «Зірка корейської хвилі»                                          | Хан Хьо Джу                                    | Перемога  | [ 97 ]        |
| Премія «Великий дзвін»                            | 2016 | Найкраща жіноча роль                                                   | «Краса всередині»                              | Номінація | [ 98 ]        |
| Премія Гонконзького кабельного телебачення        | 2011 | Найкраща акторка                                                       | «Дон Ї»                                        | Перемога  | [ 99 ]        |
| Премія KBS драма                                  | 2006 | Краща нова акторка                                                     | «Весняний вальс»                               | Номінація |               |
| Премія KBS драма                                  | 2007 | Краща нова акторка                                                     | «Небо і земля»                                 | Номінація |               |
| Премія KBS драма                                  | 2007 | Нагорода за популярність (акторки)                                     | «Небо і земля»                                 | Перемога  | [ 100 ]       |
| Премія KBS драма                                  | 2007 | Краща пара                                                             | Хан Хьо Джу з Пак Хе Джіном («Небо і земля»)   | Перемога  | [ 100 ]       |
| Премії корейської асоціації кінокритиків          | 2006 | Найкраща нова акторка                                                  | «Непередбачувана ніч»                          | Перемога  | [ 101 ]       |
| Премії корейської асоціації кінокритиків          | 2013 | Найкраща жіноча роль                                                   | «Холодними очима»                              | Номінація |               |
| Премія Swan кращий костюмер Кореї                 | 2007 | Найкращий наряд                                                        | Хан Хьо Джу                                    | Перемога  | [ 102 ]       |
| Премія корейської драми                           | 2010 | Нагорода за високу майстерність (акторки)                              | «Дон Ї»                                        | Перемога  | [ 103 ]       |
| Премія асоціації корейських кіноакторів           | 2015 | Нагорода «Топ-зірка»                                                   | «Краса всередині»                              | Перемога  | [ 104 ]       |
| Премія корейських ювелірних виробів               | 2008 | Нагорода «Перлина»                                                     | Хан Хьо Джу                                    | Перемога  | [ 105 ]       |
| Корейський міжнародний молодіжний кінофестиваль   | 2013 | Улюблена акторка                                                       | «Холодними очима»                              | Перемога  | [ 106 ]       |
| Премія Max Movie                                  | 2016 | Найкраща акторка                                                       | «Краса всередині»                              | Номінація |               |
| Премія MBC драма                                  | 2010 | Великий приз (Тесан)                                                   | «Дон Ї»                                        | Перемога  | [ 22 ]        |
| Премія MBC драма                                  | 2010 | Нагорода за високу майстерність, Краща акторка                         | «Дон Ї»                                        | Номінація | [ 22 ]        |
| Премія MBC драма                                  | 2010 | Нагорода за популярність (акторки)                                     | «Дон Ї»                                        | Перемога  | [ 22 ]        |
| Премія MBC драма                                  | 2016 | Великий приз (Тесан)                                                   | «W — Два світи»                                | Номінація | [ 107 ]       |
| Премія MBC драма                                  | 2016 | Нагорода за високу майстерність, Краща акторка мінісеріалу             | «W — Два світи»                                | Перемога  | [ 107 ]       |
| Премія MBC драма                                  | 2016 | Краща пара                                                             | Хан Хьо Джу з Лі Чон Соком («W — Два світи»)   | Перемога  | [ 107 ]       |
| Конкурс «Пані Binggrae»                           | 2003 | Великий приз                                                           | Хан Хьо Джу                                    | Перемога  | [ 108 ]       |
| Премія Mnet «Вибір 20-их»                         | 2009 | Гаряча жіноча зірка драми                                              | «Діамантовий спадок»                           | Перемога  | [ 109 ]       |
| Премія SBS драма                                  | 2008 | Нагорода «Нова зірка»                                                  | «Ільджіме»                                     | Перемога  | [ 110 ]       |
| Премія SBS драма                                  | 2009 | Нагорода за майстерність, Краща акторка у спеціальнозапланованій драмі | «Діамантовий спадок»                           | Перемога  | [ 111 ]       |
| Премія SBS драма                                  | 2009 | Топ 10 зірок                                                           | «Діамантовий спадок»                           | Перемога  | [ 111 ]       |
| Премія SBS драма                                  | 2009 | Краща пара                                                             | Хан Хьо Джу з Лі Син Ґі («Діамантовий спадок») | Перемога  | [ 111 ]       |
| Сеульська міжнародна премія драми                 | 2010 | Видатна корейська акторка                                              | «Діамантовий спадок»                           | Перемога  | [ 112 ]       |
| Сінгапурський міжнародний кінофестиваль           | 2007 | Найкраща жіноча роль                                                   | «Непередбачувана ніч»                          | Перемога  | [ 113 ]       |

### Державні відзнаки
| Країна або організація | Рік  | Відзнака або нагорода                            | Прим.   |
| ---------------------- | ---- | ------------------------------------------------ | ------- |
| День платника податків | 2011 | Подяка Президента як сумлінній платниці податків | [ 114 ] |

### Рейтингові списки
| Видавець | Рік  | Список                | Місце | Прим.   |
| -------- | ---- | --------------------- | ----- | ------- |
| Forbes   | 2011 | Korea Power Celebrity | 36-те | [ 115 ] |
| Forbes   | 2012 | Korea Power Celebrity | 30-те | [ 116 ] |
| Forbes   | 2013 | Korea Power Celebrity | 31-ше | [ 117 ] |
| Forbes   | 2017 | Korea Power Celebrity | 38-ме | [ 118 ] |